# Family Circle Cup 1996 - Doppio
Il doppio del Family Circle Cup 1996 è stato un torneo di tennis facente parte del WTA Tour 1996.
Nicole Arendt e Manon Bollegraf erano le detentrici del titolo, ma hanno perso in semifinale contro Gigi Fernández e Mary Joe Fernández.
Jana Novotná e Arantxa Sánchez Vicario hanno battuto in finale 6–2, 6–3 Gigi Fernández e Mary Joe Fernández.

## Teste di serie
1. Jana Novotná /  Arantxa Sánchez Vicario (campionesse)
2. Gigi Fernández /  Mary Joe Fernández (finale)
3. Meredith McGrath /  Larisa Neiland (semifinali)
4. Nicole Arendt /  Manon Bollegraf (semifinali)

## Tabellone

### Legenda
| - Q = Qualificato - WC = Wild card - LL = Lucky loser | - ALT = Alternate - SE = Special Exempt - PR = Protected Ranking | - w/o = Walkover - r = Ritirato - d = Squalificato |